# Гоо
Гоо — один из языков манде. Распространён в Кот-д’Ивуаре (7-8 тыс. носителей по оценке 2015 года) в 9 деревнях области Тонкпи округа Монтань. Ближайшими родственниками гоо являются языки тура (по 100-словному списку Сводеша 86 % совпадений) и дан (80 %). В справочных изданиях гоо часто определяют как диалект языка тура.
Алфавит и орфография гоо разработаны В. Ф. Выдриным в 2014 году. Алфавит включает следующие знаки: a, ʌ, b, bh, d, e, ɛ, g, gb, gw, i, ɩ, j, k, kp, kw, l, n, ŋ, o, ɔ, ɤ, p, s, t, u, ʋ, v, w, y, z. Очень высокий тон обозначается акутом (á), высокий — циркумфлексом (â), очень низкий — грависом (à), низкий тон не обозначается. Назализация обозначается буквой n после гласной.